# Железнице
Железнице е град в окръг Ичин от Краловохрадецкия край в Чехия. Историческият център на Железнице е обявен за градска защитена зона.

## История
Земите около селището са били обитавани през каменната, бронзовата и желязната епохи. Доказателство за това е изобилието от археологически находки. Наименование на града идва от хълма в южната му част, където има желязо. Първото писмено споменаване на селището е през 1318 г. От 1599 г. Железнице става град без право на самоуправление и придобива собствен герб. От 1826 г., след вторият голям пожар в града, е построен съвременния имперски историческ център, според плановете на архитект Ян Хертнер. Едно от най-големите събития в историята на Железнице е битката при Ичин – сражение от Австро-пруската война през 1866 г. На битката е посветена пътека, която започва в Ичин и преминава през всички важни места на това събитие. През 1903 г. в Железнице са открити кални бани, които са били използвани за терапии на двигателната система. През същата година градът е включен в железопътната мрежа, по линията от Ичин до Трутнов. През 1911 г.австро-унгарският император Франц Йосиф дава на Железнице статут на град.
От 23 януари 2007 г., цялата община се ползва със статута на град.

## Административно деление
Железнице се дели на следните райони:
- Железнице (Železnice)
- Бржезка (Březka)
- Цидлина (Cidlina)
- Доубравице (Doubravice)
- Пекловес (Pekloves)
- Тешин (Těšín)
- Замези (Zámezí)

## Известни жители
- Тавик Шимон (1877 – 1942) – чешки художник, график и преподавател.

## Побратимени градове
- Рево, Италия

## Галерия
- Музей